# Powódź na Zakarpaciu (1998)
Powódź na Zakarpaciu w 1998 roku – powódź, która nawiedziła obwód zakarpacki Ukrainy w listopadzie 1998 roku. W trakcie kataklizmu zalanych zostało 120 miast i wiosek. Zniszczeniu uległo 2500 domów. W powodzi zginęło 17 osób. Straty finansowe wyniosły 835 milionów hrywien. Według Biura Narodów Zjednoczonych ds. Koordynacji Pomocy Humanitarnej powódź dotknęła 400 tysięcy mieszkańców Ukrainy, a 24 340 osób zostało ewakuowanych.

## Przebieg
Intensywne deszcze trwające od 4 do 6 listopada 1998 roku były początkiem powodzi w obwodzie zakarpackim. Woda opuściła brzegi Cisy, Terebli, Tereswy, Borżawy i Latoricy. Zalana została jedna czwarta terytorium regionu.
Według danych ukraińskiego rządu na 17 listopada 1998 roku zalanych zostało 120 miejscowości, w tym dwa miasta na Zakarpaciu. Oprócz obwodu zakarpackiego powódź dotarła także do 11 miejscowości w obwodzie lwowskim. Powodzie i osunięcia ziemi uszkodziły drogi, linie kolejowe oraz linie energetyczne w regionie, a do kilku wiosek na odległych obszarach nie można było dojechać. 21 listopada osuwisko wywołane niedawną powodzią zabiło czteroosobową rodzinę, zwiększając całkowitą liczbę ofiar powodzi do 17. Ukraińscy geolodzy zajmowali się mapowaniem stref zagrożonych osuwiskami i podjęli działania zapobiegawcze.
Według Biura Narodów Zjednoczonych ds. Koordynacji Pomocy Humanitarnej powódź dotknęła 400 tysięcy mieszkańców Ukrainy, a 24 340 osób zostało ewakuowanych.
W likwidacji szkód powstałych w wyniku kataklizmu wzięło udział 5893 ratowników rozmieszczonych przez Ministerstwo ds. Sytuacji Nadzwyczajnych, Ministerstwo Obrony Ukrainy i Państwową Służbę Graniczną. Wyposażeni byli w 1197 pojazdów lądowych, a także 13 amfibii oraz 7 śmigłowców. 7 listopada 1998 roku rząd Ukrainy zwrócił się do Organizacji Narodów Zjednoczonych z apelem o międzynarodową pomoc dla poszkodowanej ludności. Prezydent Ukrainy Łeonid Kuczma zaapelował do państw NATO o udzielenie pomocy mieszkańcom terenów objętych powodzią. Polskie Ministerstwo Spraw Wewnętrznych i Administracji wysłało do Ukrainy 27 ciężarówek z pomocą dla potrzebujących. Polska Akcja Humanitarna wysłała do rejonu wynohradiwskiego 24 tony pomocy, głównie żywności i odzieży. Oprócz Polski pomoc Ukrainie przekazały także Austria, Czechy, Dania, Francja, Holandia, Luksemburg, Niemcy, Rosja i Słowacja. 70 tysięcy CHF pomocy dla potrzebujących mieszkańców Zakarpacia przekazała Yoko Ono. 11 listopada w przygranicznej miejscowości Wary utworzono węgierskie mobilne centrum zdrowia, gdzie udzielano pomocy medycznej mieszkańcom regionu.
Po powodzi, 11 grudnia 1998 roku, nadal około 50 tysięcy rodzin potrzebowało pomocy od rządu, a ponad 5,5 tysiąca osób pozostawało przesiedlonych. W wielu miejscowościach studnie były zanieczyszczone, a w okolicy można było natrafić na martwe zwierzęta. Według Międzynarodowego Komitetu Czerwonego Krzyża (MKCK) występowało ryzyko zachorowania lokalnej ludności na biegunkę i wirusowe zapalenie wątroby typu A. 29 stycznia 1999 roku Biuro Narodów Zjednoczonych ds. Koordynacji Pomocy Humanitarnej po badaniach wody uznało, że sytuacja epidemiczna w regionie jest stabilna. MKCK wspierał wówczas działania Zakarpackiego Czerwonego Krzyża w radzeniu sobie z sytuacją w regionie. W pomoc zaangażowane były również krajowe stowarzyszenia Duńskiego, Węgierskiego, Polskiego i Holenderskiego Czerwonego Krzyża.

## Następstwa
W 1999 roku przyjęto „Program przeciwpowodziowy na Zakarpaciu na lata 1999–2000”, który, choć nie został w pełni zrealizowany, to jednak pozwolił zminimalizować do 317 mln hrywien straty w czasie kolejnej powodzi w 2001 roku, która zasięgiem przekroczyła skalę kataklizmu z 1998 roku.
Od 2002 roku w obwodzie zakarpackim realizowany jest „Program zintegrowanej ochrony przeciwpowodziowej w dorzeczu Cisy”. W ciągu pierwszych trzech lat funkcjonowania zrealizowano go w zaledwie 13%. Dopiero w 2006 roku otrzymał pełne finansowanie w wysokości 70,9 mln hrywien, lecz w kolejnych latach ponownie występowały problemy z dofinansowaniem.
Podczas powodzi w 2010 roku straty finansowe wyniosły 61 mln hrywien.
W grudniu 2017 roku doszło do największej odnotowanej powodzi na Zakarpaciu. Wskutek wielokrotnego przekroczenia norm opadów atmosferycznych oraz ocieplenia doszło do podniesienia poziomu wody w rzekach górskich. W dniach 9–17 grudnia doszło do połączenia się trzech fal powodziowych w jedną. Największą skalę kataklizm osiągnął 16 i 17 grudnia, a 18 grudnia poziom wody zaczął spadać. W rezultacie powodzi zalanych zostało 221 gospodarstw domowych, prawie 2500 hektarów pól uprawnych, 8 odcinków dróg samochodowych, a także uszkodzone zostały dwa mosty. Agencja UNIAN poinformowała, że w latach poprzedzających powódź z grudnia 2017 roku fundusze przeciwpowodziowe były obcięte ze względu na trwającą wojnę w Donbasie.